# Grande Prêmio da França de 2007 (Superbike)

## Corrida 1 de Superbike
| Pos | Piloto             | Moto                | Tempo     | Voltas | Pontos |
| --- | ------------------ | ------------------- | --------- | ------ | ------ |
| 1   | Noriyuki Haga      | Yamaha YZF-R1       | 38'33.762 | 23     | 25     |
| 2   | Troy Bayliss       | Ducati 999 F07      | 38'36.532 | 23     | 20     |
| 3   | Troy Corser        | Yamaha YZF-R1       | 38'37.497 | 23     | 16     |
| 4   | Max Neukirchner    | Suzuki GSX-R1000 K7 | 38'42.332 | 23     | 13     |
| 5   | Fonsi Nieto        | Kawasaki ZX-10R     | 38'46.687 | 23     | 11     |
| 6   | Max Biaggi         | Suzuki GSX-R1000 K7 | 38'47.045 | 23     | 10     |
| 7   | James Toseland     | Honda CBR1000RR     | 38'50.157 | 23     | 9      |
| 8   | Ruben Xaus         | Ducati 999 F06      | 38'56.343 | 23     | 8      |
| 9   | Régis Laconi       | Kawasaki ZX-10R     | 38'56.590 | 24     | 7      |
| 10  | Roberto Rolfo      | Honda CBR1000RR     | 39'06.491 | 23     | 6      |
| 11  | Shinichi Nakatomi  | Yamaha YZF-R1       | 39'12.067 | 23     | 5      |
| 12  | Karl Muggeridge    | Honda CBR1000RR     | 39'27.447 | 23     | 4      |
| 13  | Yoann Tiberio      | Honda CBR1000RR     | 39'27.561 | 23     | 3      |
| 14  | Michel Fabrizio    | Honda CBR1000RR     | 39'27.677 | 23     | 2      |
| 15  | Guillaume Dietrich | Suzuki GSX-R1000 K6 | 39'30.236 | 23     | 1      |
| 16  | Steve Martin       | Suzuki GSX-R1000 K6 | 39'45.164 | 23     |        |
| Ret | Luca Morelli       | Honda CBR1000RR     |           | 19     |        |
| Ret | Jakub Smrz         | Ducati 999 F05      |           | 4      |        |
| Ret | Dean Ellison       | Ducati 999RS        |           | 4      |        |
| Ret | Lorenzo Lanzi      | Ducati 999 F07      |           | 0      |        |

## Corrida 2 de Superbike
| Pos | Piloto             | Moto                | Tempo     | Voltas | Pontos |
| --- | ------------------ | ------------------- | --------- | ------ | ------ |
| 1   | Noriyuki Haga      | Yamaha YZF-R1       | 38'35.353 | 23     | 25     |
| 2   | Max Biaggi         | Suzuki GSX-R1000 K7 | 38'36.532 | 23     | 20     |
| 3   | Fonsi Nieto        | Kawasaki ZX-10R     | 38'44.495 | 23     | 16     |
| 4   | Troy Corser        | Yamaha YZF-R1       | 38'44.610 | 23     | 13     |
| 5   | Troy Bayliss       | Ducati 999 F07      | 38'48.178 | 23     | 11     |
| 6   | James Toseland     | Honda CBR1000RR     | 38'54.669 | 23     | 10     |
| 7   | Roberto Rolfo      | Honda CBR1000RR     | 38'56.347 | 23     | 9      |
| 8   | Régis Laconi       | Kawasaki ZX-10R     | 38'57.805 | 23     | 8      |
| 9   | Michel Fabrizio    | Honda CBR1000RR     | 38'57.858 | 24     | 7      |
| 10  | Ruben Xaus         | Ducati 999 F06      | 39'03.705 | 23     | 6      |
| 11  | Karl Muggeridge    | Honda CBR1000RR     | 39'19.686 | 23     | 5      |
| 12  | Yoann Tiberio      | Honda CBR1000RR     | 39'23.430 | 23     | 4      |
| 13  | Guillaume Dietrich | Suzuki GSX-R1000 K6 | 39'58.660 | 23     | 3      |
| 14  | Luca Morelli       | Honda CBR1000RR     | 39'59.179 | 23     | 2      |
| 15  | Dean Ellison       | Ducati 999RS        | 40'12.984 | 23     | 1      |
| Ret | Max Neukirchner    | Suzuki GSX-R1000 K7 |           | 6      |        |
| Ret | Shinichi Nakatomi  | Yamaha YZF-R1       |           | 5      |        |
| Ret | Steve Martin       | Suzuki GSX-R1000 K6 |           | 1      |        |
| Ret | Jakub Smrz         | Ducati 999 F05      |           | 0      |        |